# Crisi de Kenya de 2007-2008
La crisi kenyana de 2007-2008 va ser una crisi política, econòmica i humanitària que va esclatar en Kenya després que l'expresident Mwai Kibaki fos declarat guanyador de les eleccions presidencials celebrades el 27 de desembre de 2007. Els partidaris del principal opositor de Kibaki, Raila Odinga, del Moviment Democràtic Taronja, van al·legar frau electoral. Els observadors internacionals van confirmar àmpliament que totes dues parts havien perpetrat aquesta manipulació en les eleccions.
En part a causa de la diversitat ètnica i geogràfica de la política kenyana, cap narració singular pot explicar la reacció dels partidaris de l'oposició a l'anunci de la presa de jurament de Kibaki, que es va fer el 30 de desembre de 2007 a la tarda. A més d'organitzar diverses protestes no violentes, els partidaris de l'oposició es van llançar a una violenta matança de Kikuyus. Raila Odinga va encoratjar als partidaris a participar en protestes massives que va anunciar en les estacions locals de televisió i ràdio, sobretot en Mombasa, Eldoret, Kericho, Kisumu, Nakuru i parts de Nairobi. La policia va disparar contra centenars de manifestants violents, inclosos alguns enfront de les càmeres de notícies de la televisió, la qual cosa va fer que esclatés més violència.
La violència ètnica selectiva (en contraposició a les protestes violentes) es va intensificar i al principi es va dirigir principalment contra el poble kikuyu -la comunitat de la qual forma part Kibaki- que vivia fora de les seves zones d'assentament tradicionals, especialment a la província de la Vall del Rift. La violència va començar amb l'assassinat de més de 50 dones i nens Kikuyu desarmats, alguns de tan sols un mes d'edat, en tancar-los en una església i cremar-los vius en el poble de Kiambaa, als afores de la ciutat de Eldoret, el dia d'Any Nou. Les tensions a la Vall del Rift han causat violència en diverses eleccions kenyanes anteriors, sobretot en les eleccions de 1992. Això va fer que els Kikuyu comencessin a defensar-se, la qual cosa va obligar els Luo i Kalenjins a detenir la matança dels Kikuyu.
En Mombasa, els residents de la costa de Kenya van sortir als carrers per a protestar per les manipulacions electorals i fer costat al seu candidat preferit, Odinga. Les tensions van augmentar quan les comunitats costaneres indígenes sense terra van sentir que era el moment de venjar l'apropiació de les seves terres per part dels kikuyu, principalment de l'interior del país. Els saquejadors també van atacar diverses botigues en Mombasa. En els barris marginals de Nairobi es van produir alguns dels pitjors actes de violència, alguns d'ells per motius ètnics, algunes expressions d'indignació per l'extrema pobresa i altres per les accions de bandes de delinqüents. La violència va continuar esporàdicament durant diversos mesos, en particular a la Vall del Rift.
L'exsecretari General de l'ONU, Kofi Annan, va arribar al país un mes després de les eleccions i va portar amb èxit a les dues parts a la taula de negociacions. El 28 de febrer de 2008, Kibaki i Odinga van signar un acord de repartiment de poder denominat National Accord and Reconciliation Act 2008, pel qual es va establir l'oficina del Primer Ministre i es va crear un govern de coalició. El Gabinet de distribució del poder, encapçalat per Odinga com Primer Ministre, va ser nomenat finalment el 13 d'abril, després de llargues negociacions sobre la seva composició; va prestar jurament el 17 d'abril.